# Ann-Christine Nyström
Pour les articles homonymes, voir Nyström.
Ann-Christine Nyström, connue également sous le nom de scène Ann Christine, née le 26 juillet 1944 à Helsinki et morte le 5 octobre 2022 à Stockholm, est une chanteuse finlandaise.
Elle est notamment connue pour avoir représenté la Finlande au Concours Eurovision de la chanson 1966 à Luxembourg avec la chanson Playboy.